# ジェットインパルス
ジェットインパルス(JET IMPULSE)は、任天堂から2007年2月8日に発売されたニンテンドーDS用ゲームソフト。ジャンルは、フライトシューティング。E3発表の時点では、「DS AIR」というタイトルだった。
対戦することも可能で、DS同士では2～4人、WI-FIを介してなら2人までとなる。登場する戦闘機は、全て架空機である。
また、発売日の翌週から毎週ごとに、特殊な機体データをニンテンドーWi-Fiステーションからダウンロードすることが出来るキャンペーンを行っていた（現在では全ての機体をダウンロード可能）。

## 用語集

### 国家 、組織等
アヴァロン連邦共和国
極東の軍事経済大国である。前世界大戦では勝利し、その後連邦ユニオンの中心的存在の1つとなる。
アキツ州
前世界大戦では独立国としてアヴァロンやミッドガルトなどの列国と戦ったが、これに敗れた後はアヴァロンの一州に迎えられることとなる。
マルドーク首長国連邦
歴史のある老大国だが、近代化に遅れていた。だがその領内は資源豊富で、それを巡った周辺国との間に数々の紛争が繰り広げられる。
スラン諸国
マルドークと同じマルド人種が住む、より資源の豊かな小国家群。
ミッドガルト共和国
大陸に広い領土を持つ大国。前大戦ではアキツと熾烈な戦いを繰り広げ、戦勝後はアキツの領有権を巡ってアヴァロンと争った。
ソラリス人民連邦
かつてはアキツと結んでミッドガルトを挟撃したが、敗戦後はミッドガルトの同盟国になる。卓越した科学力を誇る。
ゼーラ共和国
アヴァロン・ミッドガルトなど、強国に囲まれた小国であったが、現在は汎大陸同盟アリーズに加わっている。
ウェスト・コミューン
西方共同体は、全大戦でソラリスに占領された国家群である。現在はアヴァロンと共に、アリーズに対抗し、ユニオンを支えている。
ユニオン
国際連邦。あらゆる国際問題を話し合いで解決すべく、前大戦後すべての国家が加入したが、次第に分裂し、結果としてアヴァロンの強権が強まっていった。
アリーズ
汎大陸同盟。ユニオンでアヴァロンの発言力が高まったのを嫌ったミッドガルトが結成し、独自の枠組みを持つ軍事経済同盟を形成している。
グローブフォース
グローブフォースは、世界各国の軍人たちが、真の世界平和を目指すために設立した秘密国家である。
ネオパックス
ネオパックスは、グローブフォースを乗っ取る形で成立した秘密組織であり、強力な多国籍軍でもある。その真の目的は不明。

### 登場人物
主人公
- 階級：アキツ州軍少尉（開始時）
- タグネーム：（プレイヤー名）

この手のゲームではお決まりの無口・無個性キャラ。ムービーを見る限りでは男性の模様。
ハマン・フロスト
- 階級：アキツ州軍中佐
- タグネーム：ディライト

アキツ州軍で唯一のスーパーエースである。マルドーク紛争中にクリムゾンに撃墜されたが、後にネオパックスのパイロットとして主人公の前に現れる。
ナオミ・モリファー
- 階級：アキツ州空軍中尉
- タグネーム：ジャスミン

主人公のパートナー。父はアキツ空軍のスーパーエース、母はミッドガルトの歌手だったが共に前大戦で亡くなった。
ルイス・ドミニオン
- 階級：アキツ州空軍准尉
- タグネーム：カクタス

主人公より少し先輩であり、主人公をライバル視している。マルドーク紛争中にアリマンの秘密基地を攻撃し爆風に巻き込まれ行方不明になるが、後にネオパックスとして現れ主人公に戦いを挑む。
ウィリアム・ターベック
- 階級：アキツ州空軍曹長
- タグネーム：ワッパー

主人公と同期のパイロット。マルドーク紛争中、クリムゾンに撃墜され、ネオパックスの一員となっていた。その後主人公に助け出されるがグローズニーのレーザー攻撃により死亡したとみられる。
マル・グラント
- 階級：アキツ州空軍准尉
- タグネーム：ウットボール

主人公より後輩のパイロット。マルドーク紛争中にクリムゾンに撃墜された後ネオパックスの思想に染まり、敵として立ちはだかる。
アリアナ・マーゾフ
- 階級：アキツ州空軍准尉
- タグネーム：ガーディニア

主人公より後輩の女性パイロット。マルドーク紛争中にクリムゾンに撃墜され、ネオパックスの捕虜になっていたが、自力で脱出しグローブフォースに保護される。
ケン・フドー
アキツ州空軍整備班長。アキツ州空軍のベテラン整備士であり、グローブフォースの一員である。
ミフネス司令
アキツ州軍総司令官。前大戦ではスーパーエースであった。
ハイバル
- 階級：アキツ州陸軍大佐

ミットガルトに拘束されていたが主人公たちによって助け出される。
トーゴー提督
アキツ州海軍司令長官。アキツ州がアリーズに降った後、臨時政府を名乗り抵抗する。
カニンガム将軍
退役軍人であり、グローブフォース司令官。グローズニーのレーザー攻撃によりワッパー、ジンジャーと共に死亡したとみられる。
オーランド将軍
カニンガム将軍の死後、グローブフォースの指揮官となった。
ジンジャー
イル・サン・グラース基地の伝令将校。グローズニーのレーザー攻撃により死亡とみられる。
アレン・ラフロア
- 階級：アヴァロン空軍大尉
- タグネーム：スォード

新進のスーパーエースであり、マルドーク紛争後、主人公たちと共に行動するが、作戦中に空母ニーズヘッグに特攻し死亡する。
ダイアン・イアハート
- 階級：アヴァロン軍少佐（参謀）

将軍を父親に持つ、エリート軍人。主人公たちへの伝令役を務める。
ハル
- 階級：アヴァロン軍大佐（参謀長）

技術畑の軍人で、新兵器の開発にも関わっている。
コーエン艦長
アヴァロン不沈艦隊の一支隊を持っていたが、実は裏でネオパックスと通じていた。
アリマン総統
マルドーク大統領であり、独裁者である。
アンバラール
『砂漠の獅子』の異名を持つ、前々大戦から生き残ったマルドーク空軍の伝説的なスーパーエース。戦争による不毛な殺戮を忌避している。
クリムゾン
- 階級：ミットガルト空軍大佐

百機以上の撃墜数を誇る、世界最高のスーパーエース。その正体はミットガルトの国家機密と言われていたが、実はジャスミンの生き別れの姉であった。
ジーク・ホワイト
通称ホワイト将軍。ゼーラでは大統領に匹敵する力を持つ。
マックス、リンクス、ダックス
ゼーラ空軍のスーパーエースでオリオンスターズと名乗る3人組。スォード曰く「三人でやっとスーパーエース」である。
クルツヴァール
ネオパックスの総帥。各国に兵器を売り、金儲けをする死の商人。構想の違いからウラジミールによって殺された。
ウラジミール博士
ネオパックスの副総帥。天才科学者であり、ニーズヘッグなど兵器も彼の設計によるものである。クルツヴァールを殺害後、空中要塞アザートースで主人公たちに戦いを挑む。

### 登場兵器
上記の通り、登場する航空機はすべて架空の物だが、機体のステータス表示時に閲覧できるプロフィールからモデルになった機体を類推する事が可能。

#### アヴァロン
AZX02 ファイアリザード
AZX03 マカイラ
YZX04 ストームリザード
AZX05 グロスフォス
ZSR11 ドルイ
ZSR14 リール
ZSR15 オケアノス
YZX06 サラマンダー
YZX07 ヒポグリフ
YZX08 カムイ
YZX09 カムイレタ
ZSR16 カリバーン
ZSR17 エクスカリバー
YZX10 アルカナム
YZX66 ナイトメア
XA434 プリアモス
XA438 ヘクトール
以下はCPU専用機体である
XMA18
XMA19
XA436

#### ウェスト・コミューン
ZSR12 ファンタズム
XSR26 メルクリウス

#### アリーズ
MB387 ヘイムダル
MB395 フレイ
MB407 トール
MB417 ロキ
MX444 オーディン
以下はCPU専用機体である
MA275
MA277
MA279
MB352

#### ダウンロード機体
非常に癖の強い機体が多いのが特徴。また、これらの機体は対戦では使用できず、ゲーム中のデモにも反映されない。
ZSR18 グレイル
SUNYA ニルヴァーナ
YZX NA モルターリス
MZ439 ユグドラシル
ADAM1 ゼルブスト

### 航空機以外
グローズニー　
ネオパックスの衛星兵器。移動が遅く、再チャージにも時間がかかるが、強力な破壊電磁波攻撃を持ち、イル・サン・グラース基地やアヴァロン不沈艦隊を壊滅させた。
サラスヴァティー
グローブフォースのステルス空母。グローブフォース司令部としての役割も兼ねる。
フレズベルグ
ゼーラ空軍に配備されたネオパックスの飛行空母。強力な対空火器を備えている。
リバイアサン
ミットガルト海軍に配備されたネオパックスの潜水空母。
ニーズヘック
ウラジミール博士が設計した、ソラリスの巨大戦艦空母。
ベヒモス
ゼーラ軍に配備された、巨大陸上空母。
アザートース
ウラジミール博士がその全科学力を注ぎ込んで完成させた、空中要塞。
イカロス
グローズニーとドッキングが可能な、ウラジミール博士の大気圏外脱出用ロケット。

## キャスト
田中敦子
伊丸岡篤
江川大輔
須藤絵里花
小上裕通
安斉一博
てらそままさき
山戸恵
小形満
坂東尚樹
楠見尚己
森夏姫
納谷六朗
ふくまつ進紗
木村拓
大木民夫
櫛田泰道
岩田安生
石上裕一
増田ゆき
小林翔平